# Tjeutjenåivekaskjauratj
Tjeutjenåivekaskjauratj är en sjö i Arjeplogs kommun i Lappland och ingår i Piteälvens huvudavrinningsområde. Sjön har en area på 0,123 kvadratkilometer och ligger 533,2 meter över havet. Tjeutjenåivekaskjauratj ligger i Piteälven Natura 2000-område.

## Delavrinningsområde
Tjeutjenåivekaskjauratj ingår i det delavrinningsområde (733288-162675) som SMHI kallar för Mynnar i Ribraurjåkkå. Medelhöjden är 488 meter över havet och ytan är 7,17 kvadratkilometer. Det finns inga avrinningsområden uppströms utan avrinningsområdet är högsta punkten. Vattendraget som avvattnar avrinningsområdet har biflödesordning 4, vilket innebär att vattnet flödar genom totalt 4 vattendrag innan det når havet efter 199 kilometer. Avrinningsområdet består mestadels av skog (88 procent) och sankmarker (10 procent). Avrinningsområdet har 0,12 kvadratkilometer vattenytor vilket ger det en sjöprocent på 1,7 procent.